# Observatoř Lomnický štít
Observatoř Lomnický štít (slovensky Observatórium Lomnický štít) je astronomická a meteorologická observatoř, která se nachází na vrcholu Lomnického štítu ve Vysokých Tatrách ve výšce 2 632  m n. m. Jde o nejvýše položené meteorologické a astronomické pracoviště na Slovensku. V padesátých letech 20. století byla k původní meteorologické stanici přistavěna astronomická laboratoř pro výzkum kosmického záření. V blízkosti observatoře se nachází nejvýše položený telefonní automat na Slovensku.
Budova observatoře byla postavena v letech 1957 až 1962 jako samostatná budova spojená s horní budovou visuté lanovky Tatranská Lomnica–Lomnický štít. Od té doby slouží k meteorologickým měřením a pozorováním Slovenského hydrometeorologického ústavu. V roce 1964 se místo stalo trvalým pracovištěm astronomů z Astronomického ústavu Slovenské akademie věd. Oba ústavy spolupracují, společným a hlavním objektem pozorování je Slunce.